# Gerichtsamt Grünhain
Das Gerichtsamt Grünhain war zwischen 1856 und 1873 die unterste Verwaltungseinheit und nach der Abschaffung der Patrimonialgesetzgebung im Königreich Sachsen Eingangsgericht. Es hatte seinen Amtssitz in der Stadt Grünhain.

## Geschichte

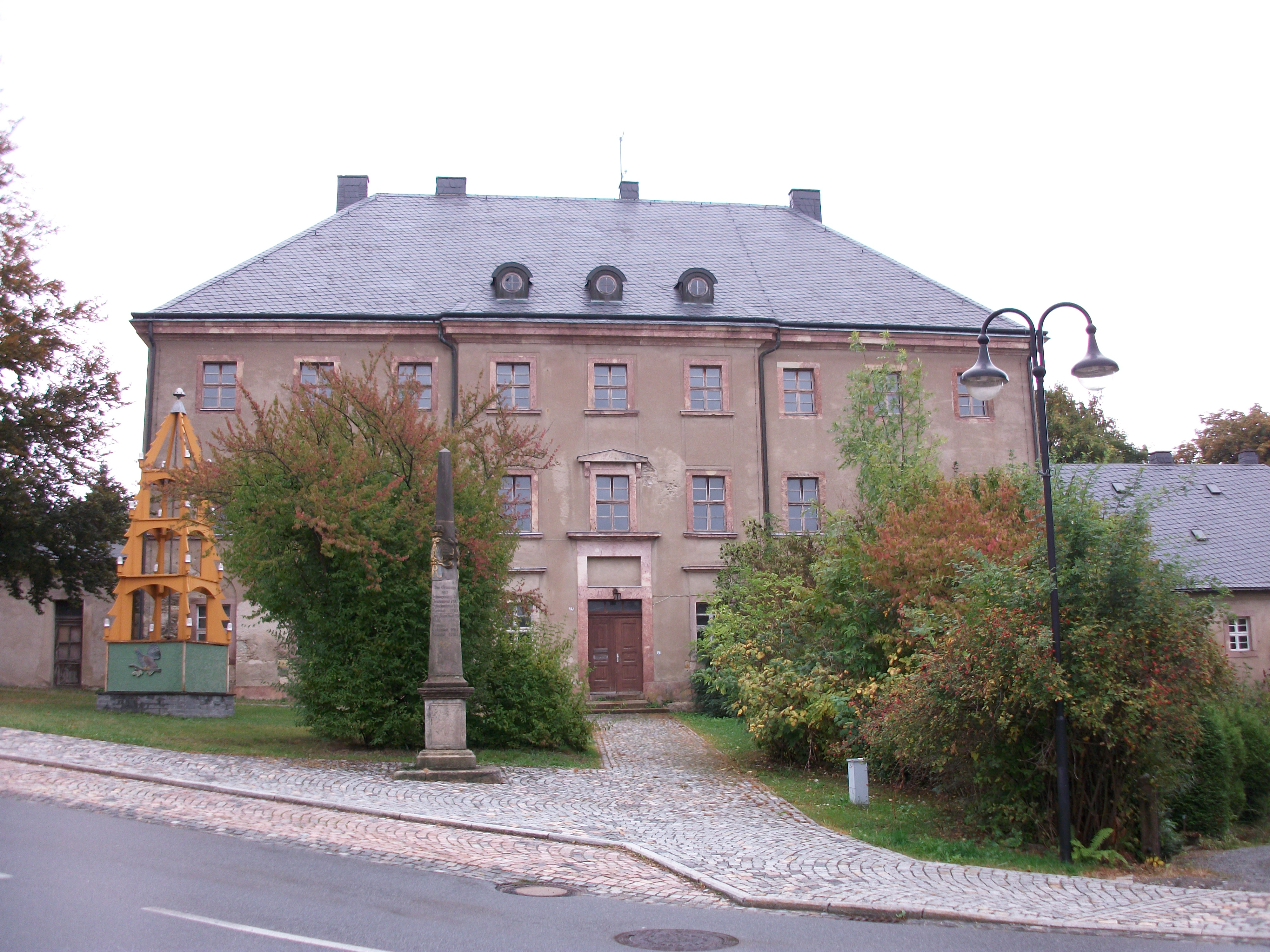
Amtshaus Grünhain

Nach dem Tod des sächsischen Königs Friedrich August II. wurde unter der Regierung von dessen Nachfolger König Johann nach dem Vorbild anderer Staaten des Deutschen Bundes die Abschaffung der Patrimonialgesetzgebung verordnet. An die Stelle der bisher im Königreich Sachsen in Stadt und Land vorhandenen Gerichte der untersten Instanz traten die zentral gelegenen Bezirksgerichte und Gerichtsämter in nahezu allen größeren Städten. Die Details der Verwaltungsreform regelten das sächsische Gerichtsverfassungsgesetz vom 11. August 1855 und die Verordnung über die Bildung der Gerichtsbezirke vom 2. September 1856.
Stichtag für das Inkrafttreten der neuen Behördenstruktur im Königreich Sachsen war der 1. Oktober 1856. Aufgelöst wurde das Königliche Gericht Grünhain. Das neu gebildete Gerichtsamt Grünhain unterstand dem Bezirksgericht Annaberg. Sein Gerichtsbezirk umfasste Grünhain, Bernsbach, Dittersdorf, Elterlein mit Brünlasgütern, Ziegelsvorwerk und Burgstädtel, Förstel, Kühnhaide, Lenkersdorf (anteilig), Oberpfannenstiel (anteilig), Schwarzbach (mit Hasengut), Waschleithe (mit Haida) und Zwönitz sowie die Forstreviere Elterlein und Grünhain.
Nach der Neustrukturierung der Gerichtsorganisation gemäß dem Gesetz über die Organisation der Behörden für die innere Verwaltung vom 21. April 1873 gingen die Verwaltungsbefugnisse der Gerichtsämter 1874 auf die umgestalteten bzw. neu gebildeten Amtshauptmannschaften über.
Seitdem das bisherige königliche Gericht als königliches Gerichtsamt bezeichnet wurde, führte sein Vorstand den Titel Gerichtshauptmann.
Das Gerichtsamt Grünhain wurde 1874 aufgehoben und sein Sprengel auf andere Gerichtsämter verteilt. Grünhain, Bernsbach, Förstel und Waschleithe wurden dem Gerichtsamt Schwarzenberg zugeordnet, Dittersdorf, Kühnhaide, Lenkersdorf und Zwönitz dem Gerichtsamt Stollberg und Elterlein und Förstel dem Gerichtsamt Scheibenberg.